# Competencia desleal
La competencia desleal es una serie de prácticas económicas agresivas usadas para obtener/tener una ventaja sobre los competidores de manera deshonesta.
Algunas prácticas de competencia desleal son:
1. Dumping de precios: vender a un precio inferior al coste final del producto.
2. Engaño: hacer creer a los compradores que el producto tiene un precio diferente al real.
3. Denigración: difundir información falsa sobre los productos de los competidores, o publicar comparativas no relevantes.
4. Confusión: buscar parecerse a un competidor para que el consumidor compre sus productos en vez de los del competidor. Nos podemos dar cuenta de esto si los productos son parecidos y los almacenes están cerca
5. Dependencia económica: la exigencia de condiciones al proveedor cuando se le compra casi toda su producción. Dado que el proveedor depende de estas ventas para la existencia de la empresa, no tendría más opción que aceptarlas.
6. Desviación de la clientela y explotación de la reputación ajena son otros tipos de actos de competencia desleal.
7. Monopolización del mercado cuando existe un escenario de libre competencia.

No todos los casos de me too o look-alike se constituyen en casos de competencia desleal. Ya que la imitación del establecimiento, de las prestaciones mercantiles está permitida, salvo que se trate de imitación exacta y minuciosa (muchas veces se aproximaría al plagio de imagen corporativa).
Para efectos de que una conducta sea calificada como desleal se requiere que se cumplan ciertos ámbitos de aplicación, como son: el territorial, el objetivo y el subjetivo.
La protección internacional contra la competencia desleal nació con el Convenio de la Unión de París firmado en 1883.